# 外斯凱里斯群島
60°25′N 0°46′W / 60.417°N 0.767°W
外斯凱里斯群島是蘇格蘭的群島，位於勒威克以西40公里的大西洋海域，屬於昔德蘭群島的一部分，由3個主要島嶼組成，面積4平方公里，最高點海拔高度43米，2001年人口76。

## 外部連結
- Out Skerries Lighthouse
- Out Skerries on Shetlopedia